# Bert Oosterbosch

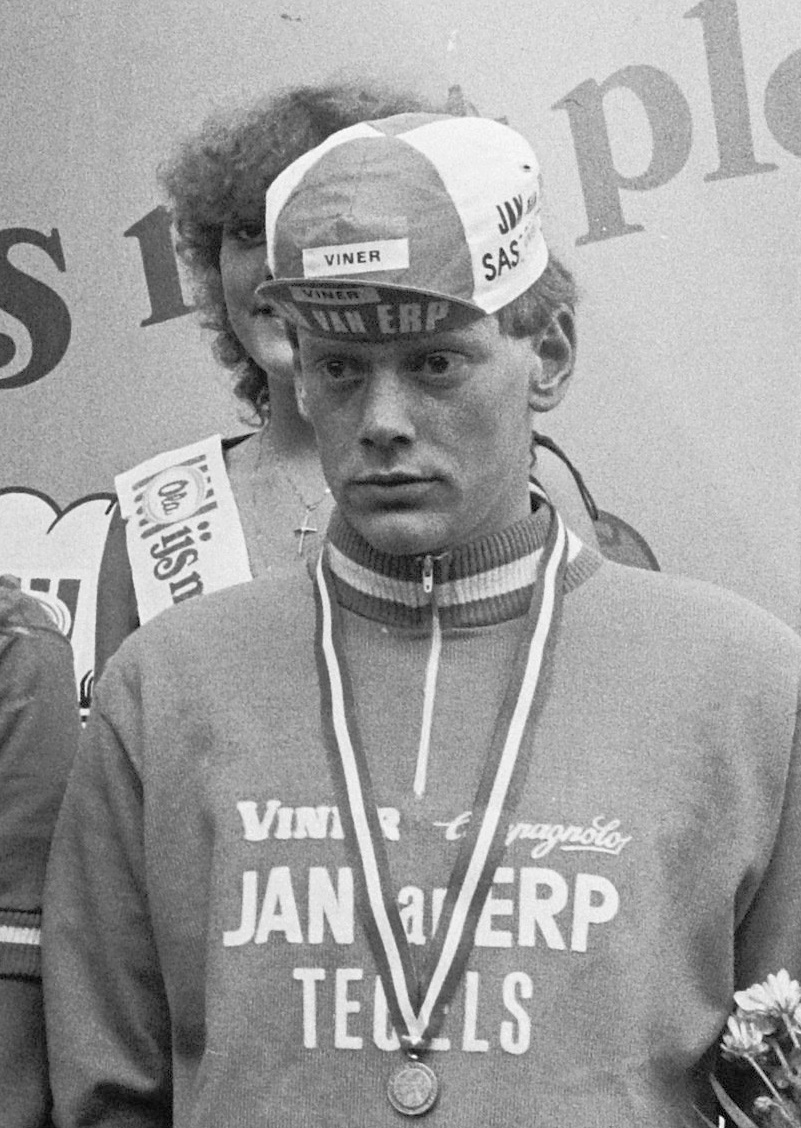
Bert Oosterbosch, 1978

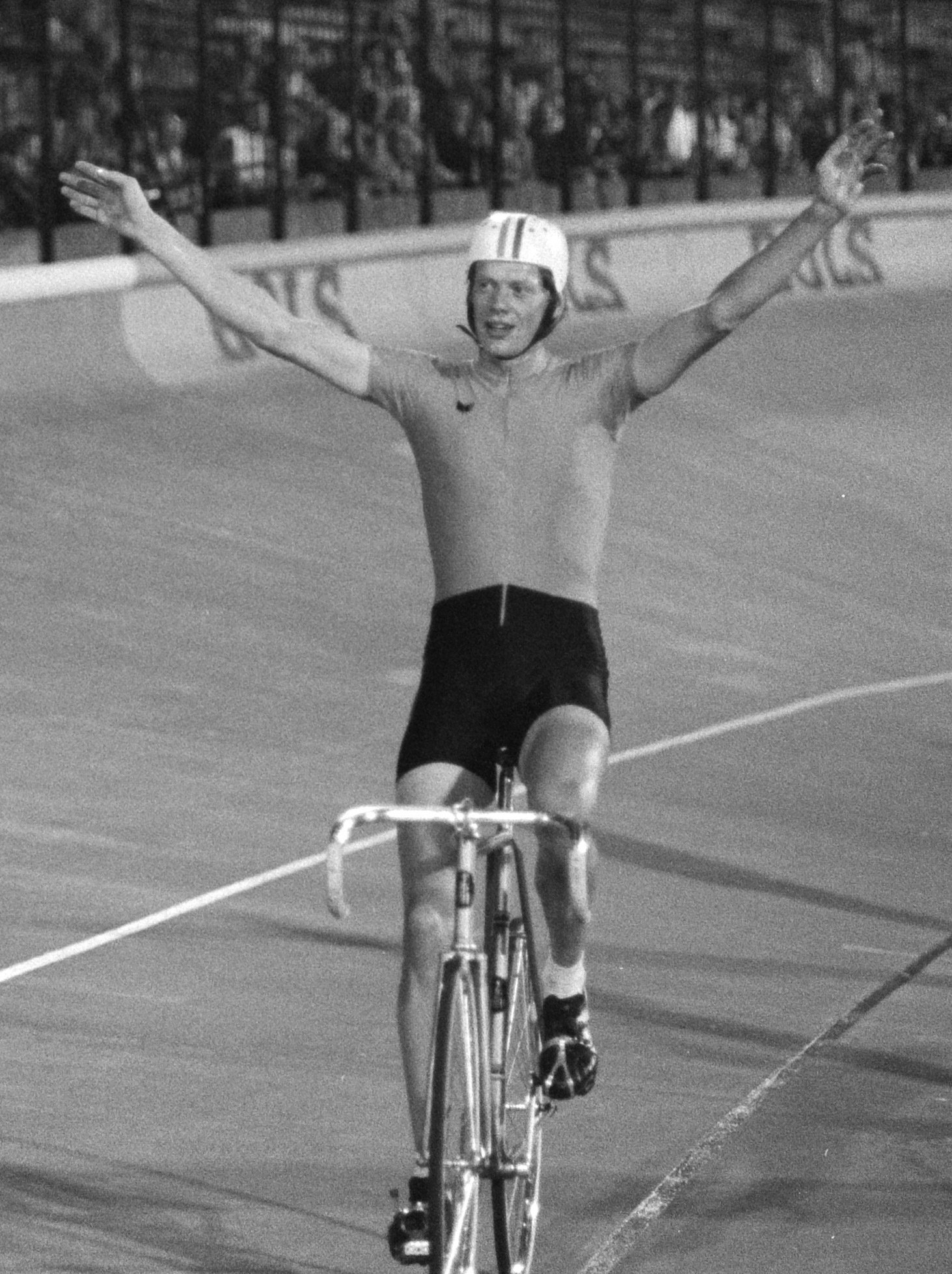
Bert Oosterbosch, 1979

Bert Oosterbosch (* 30. Juli 1957 in Eindhoven; † 18. August 1989 in Lekkerkerk, heute zu Nederlek) war ein niederländischer Radrennfahrer und zweifacher Weltmeister.
Bert Oosterbosch, wegen seiner Haarfarbe „De Rooie“ („der Rote“) genannt, war Profi von 1979 bis 1988. Nahezu in der ganzen Zeit fuhr er in Teams, in denen Peter Post Sportlicher Leiter war.
Noch als Amateur war Oosterbosch 1978 zum ersten Mal Weltmeister geworden, 1978 bei den UCI-Straßen-Weltmeisterschaften in Köln im 100-Kilometer-Mannschaftszeitfahren. Ein Jahr später wurde er Profi-Weltmeister auf der Bahn in der Einerverfolgung, indem er im Finale Francesco Moser schlug. 1981 wurde er Dritter der Derny-Europameisterschaft. Zudem wurde er dreimal Niederländischer Meister in der Verfolgung.
Oosterbosch fuhr hauptsächlich Straßenrennen. 1980 gewann er die Luxemburg-Rundfahrt, 1982 die Niederlande-Rundfahrt, 1983 die Tour of Americas, 1984 die Drei Tage von De Panne und viele kleinere Rennen, hauptsächlich in den Niederlanden, Belgien und Frankreich. Als Zeitfahrspezialist gewann er 14 Einzelzeitfahren bei Etappenrennen. Dreimal nahm Oosterbosch an der Tour de France teil und verbuchte drei Etappensiege für sich. Sein Sieg in Bordeaux 1983 war der 100. Etappensieg eines Niederländers bei der Tour.
Bert Oosterbosch litt während seiner gesamten Radsport-Karriere immer wieder unter gesundheitlichen Problemen. Zweimal erkrankte er an einer Gehirnhautentzündung. Wegen starker Kniebeschwerden musste er 1988 seine Profi-Laufbahn beenden. Ein Jahr später kehrte er als Amateur in den Radsport zurück.
Am 13. August 1989 gewann Oosterbosch ein Rennen in Bladel. Fünf Tage später starb er im Alter von 32 Jahren im Schlaf an einem Herzstillstand. Es gibt Vermutungen, dass dieser frühe Herztod durch Doping verursacht worden sein könnte, da es in jenen Jahren bis zu 30 unerklärliche Herz-Todesfälle von Rennfahrern gab. Gegen diese Vermutungen setzt sich die Familie von Bert Oosterbosch bis heute zur Wehr.